# Or (rivière)
Pour les articles homonymes, voir Or.
La rivière Or (en russe : Орь) est un cours d'eau de Russie et du Kazakhstan et un affluent gauche de l'Oural, qui se jette dans la mer Caspienne.

## Géographie
L'Or arrose l'oblast d'Orenbourg, en Russie, et l'oblys d'Aktioubé, au Kazakhstan. Elle est longue de 332 km et draine un bassin de 18 600 km2.
La rivière naît de la confluence des rivières Chiïli (Шийли) et Terisboutak (Терисбутак), qui prennent leur source sur les flancs occidentaux des hauteurs de Mougodjar. Elle se jette dans l'Oural dans la ville d'Orsk. L'Or a un régime nival : les hautes eaux durent d'avril à mi-mai, tandis que le reste de l'année le niveau de la rivière est très bas. Le débit moyen de l'Or est de 21,3 m3/s mesuré à 61 km de l'embouchure. Elle gèle de fin octobre jusqu'à mars ou avril. Les eaux de l'Or sont utilisées pour l'irrigation et l'alimentation en eau.

## Source
- (ru) Grande Encyclopédie soviétique